# Détroit de Jones
Le détroit de Jones est un détroit situé dans la région de Qikiqtaaluk dans le territoire canadien du Nunavut. Il est situé entre l'île Devon et la partie sud de l'île d'Ellesmere. À son extrémité nord-ouest, le détroit est relié par plusieurs liens à la baie Norwegian tandis que son extrémité est rejoint la baie de Baffin par le détroit de Glacier.

## Histoire
Le premier Européen connu pour avoir vu le détroit est l'explorateur William Baffin en 1616 qui le nomme en l'honneur de l'un de ses patrons.
En septembre 1848, il est remonté par le capitaine baleinier Thomas Lee sur le Prince of Wales qui y observe une mer libre de glace et le 16 août 1851, Sherard Osborn, alors lieutenant, pilote le Pionner dans le détroit mais doit rebrousser chemin en raison des glaces.
Edward Inglefield en 1853, pénètre aussi le détroit sur le Phoenix.

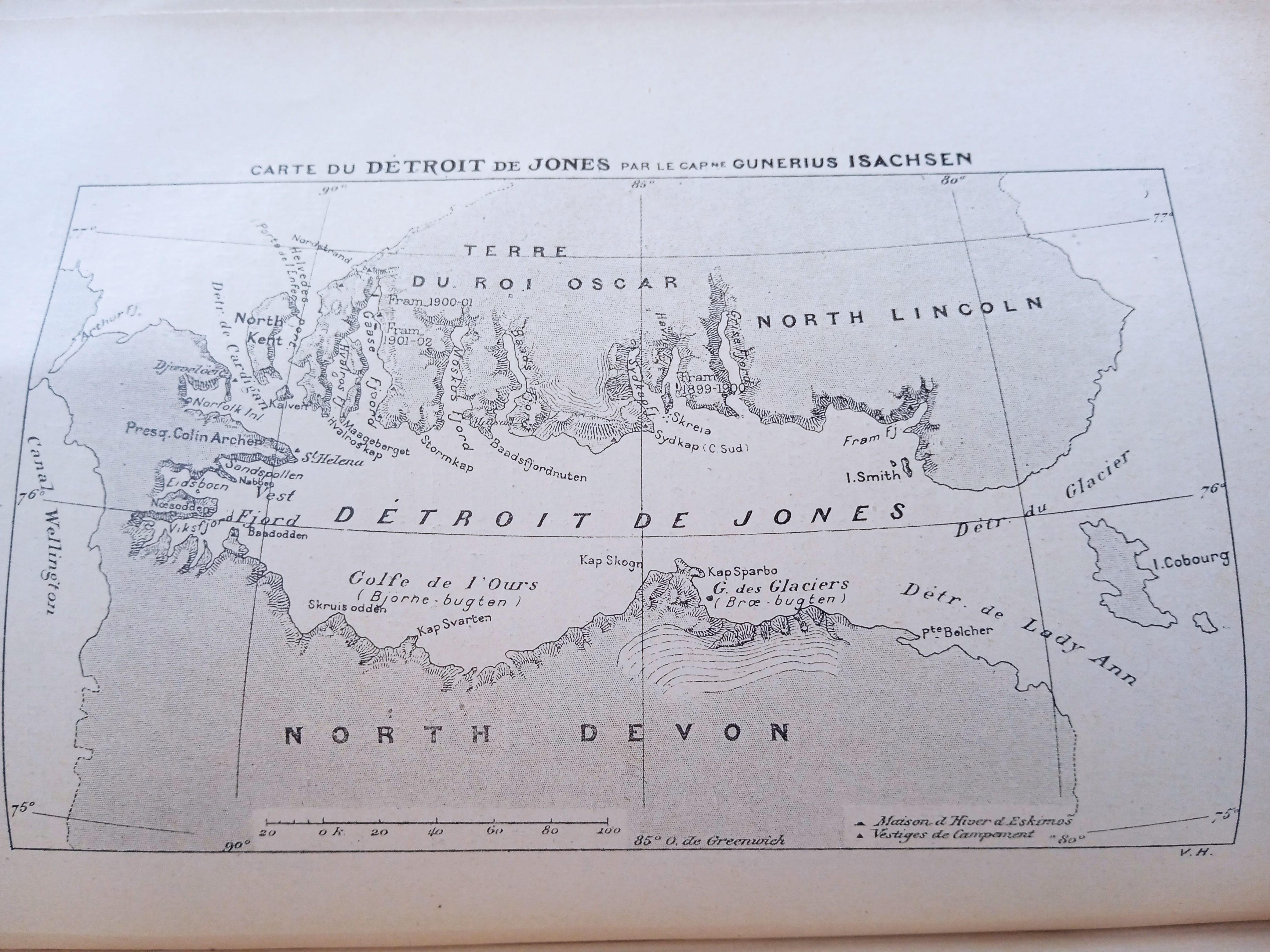
Carte du détroit de Jones par Gunnar Isachsen, publiée dans Quatre Ans dans les glaces du pôle d'Otto Sverdrup, Flammarion, 1903, p. 176.
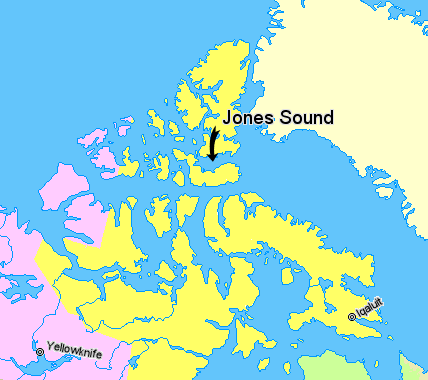
Localisation du détroit de Jones.

## Annexe